# IROC XX

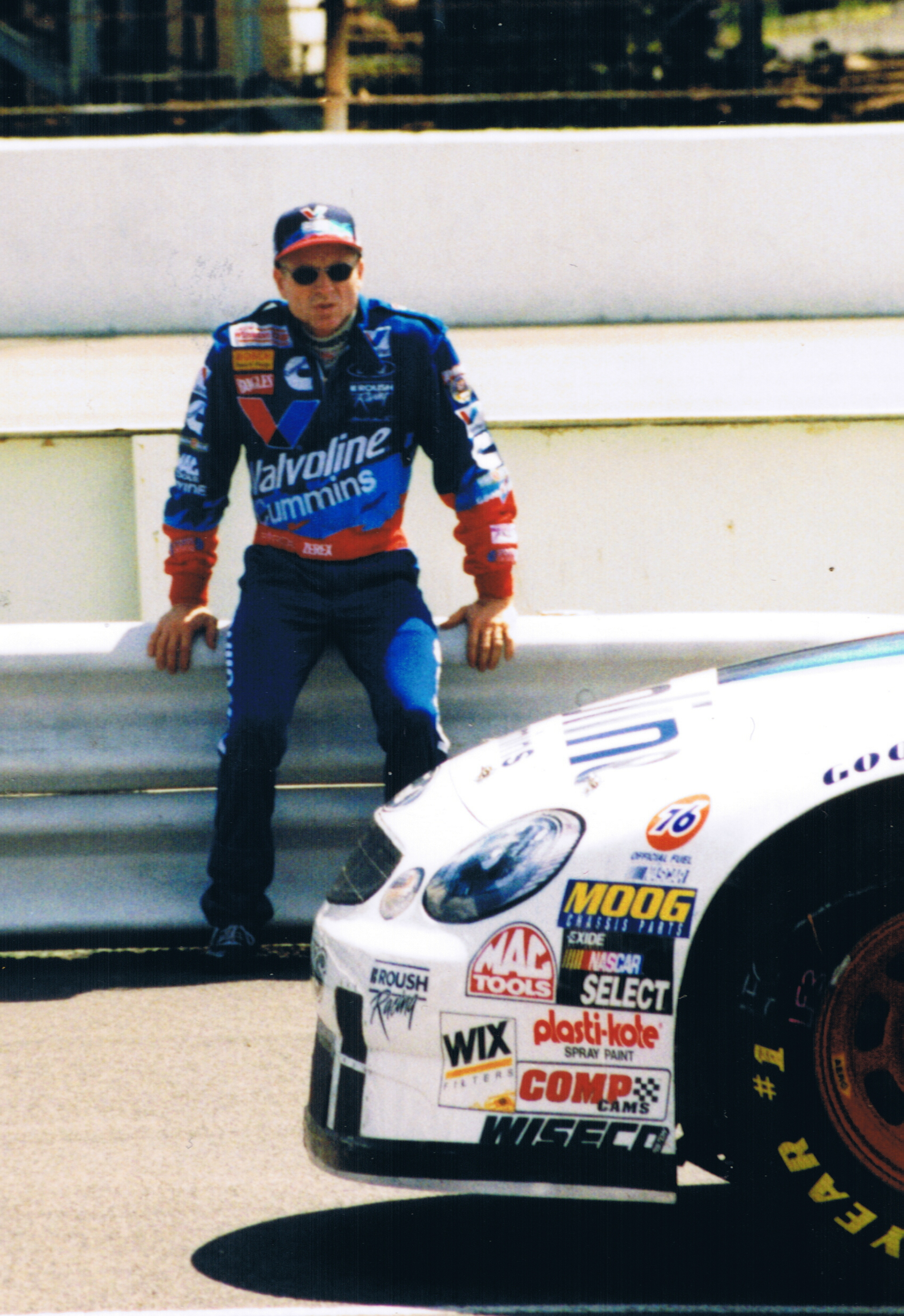
Mark Martin au Pocono Raceway, 1998

La 20e édition de l'International Race of Champions, disputée en 1996, a été remportée par l'Américain Mark Martin. Tous les pilotes  conduisaient des Pontiac Trans Am.

## Courses de l'IROC XX
| Date            | Lieu      | Vainqueur      | Nationalité | Championnat d'origine |
| 16 février 1996 | Daytona   | Dale Earnhardt | États-Unis  | Winston Cup (NASCAR)  |
| 27 avril 1996   | Talladega | Al Unser Jr.   | États-Unis  | CART                  |
| 17 mai 1996     | Charlotte | Mark Martin    | États-Unis  | Winston Cup (NASCAR)  |
| 17 août 1996    | Michigan  | Mark Martin    | États-Unis  | Winston Cup (NASCAR)  |

## Classement des pilotes
| Classement | Pilote          | Pays       | Championnat           | Points |
| ---------- | --------------- | ---------- | --------------------- | ------ |
| 1er        | Mark Martin     | États-Unis | Winston Cup (NASCAR)  | 61     |
| 2e         | Robby Gordon    | États-Unis | CART                  | 54     |
| 3e         | Johnny Benson   | États-Unis | Busch Series (NASCAR) | 50     |
| 4e         | Terry Labonte   | États-Unis | Winston Cup (NASCAR)  | 48     |
| 5e         | Al Unser Jr.    | États-Unis | CART                  | 48     |
| 6e         | Sterling Marlin | États-Unis | Winston Cup (NASCAR)  | 40     |
| 7e         | Scott Pruett    | États-Unis | CART                  | 40     |
| 8e         | Dale Earnhardt  | États-Unis | Winston Cup (NASCAR)  | 39     |
| 9e         | Tom Kendall     | États-Unis | Trans-Am (SCCA)       | 36     |
| 10e        | Jeff Gordon     | États-Unis | Winston Cup (NASCAR)  | 30     |
| 11e        | Rusty Wallace   | États-Unis | Winston Cup (NASCAR)  | 26     |
| 12e        | Steve Kinser    | États-Unis | World of Outlaws      | 25     |

Notes:
- Lors de la dernière épreuve de la saison, au Michigan, plusieurs pilotes, indisponibles, ont été remplacés: Steve Kinser par Dale Jarrett, Dale Earnhardt par Ricky Rudd, et Tom Kendall par Geoff Bodine. Au championnat, les points marqués par les pilotes remplaçants sont néanmoins revenus aux pilotes d'origine.